# Estatolito

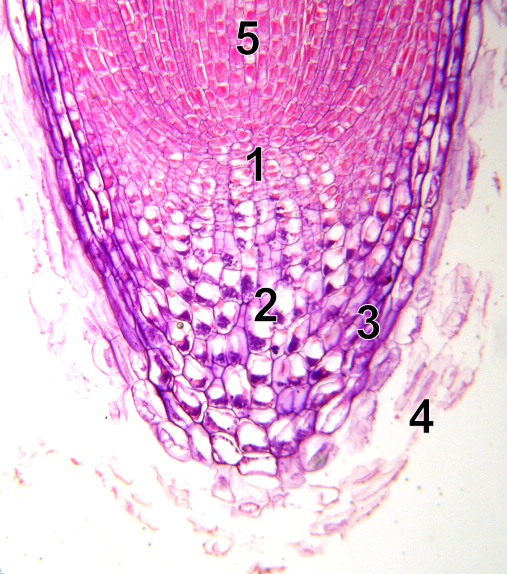
Corte longitudinal del ápice de una raíz observado a una magnificación de 10x. (1) Meristema apical; (2) Columela de la caliptra, se observan las células (estatocitos) con estatolitos; (3) Porción lateral de la raíz; (4) Células muertas de la caliptra que se desprenden; (5) de la zona de elongación.

En botánica, los estatolitos son orgánulos celulares suficientemente grandes para moverse dentro del citoplasma en respuesta a la acción de la gravedad. Los estatolitos pueden ser muy variados, en el alga Chara son vesículas con cristales de sulfato de bario, mientras que en las angiospermas son amiloplastos. El mecanismo de acción del gravitropismo se relaciona con asimetrías de la concentración de iones Ca2+ y auxinas. Los estatolitos causarían presión sobre el retículo endoplasmático de las células que los contienen, el cual liberaría Ca2+ que en forma directa o mediado a través de calmodulina actuaría sobre el transporte de las auxinas provocando un gradiente de las mismas que inducirían al crecimiento diferencial y al curvamiento del órgano.

## Estatolitos y geotropismo
El geotropismo negativo involucra cuatro pasos secuenciales: la percepción del estímulo gravitatorio, la producción de señales en células sensoras de la gravedad, la transducción de señales tanto dentro de células sensoras como entre células y, finalmente, la respuesta. De acuerdo con hipótesis vigente, la gravedad es percibida por los estatolitos. La existencia de tales organelas fue sugerida por el científico austriaco Gottlieb Haberlandt y por B. Nemec de la Checoslovaquia a principios del siglo XX. Ellos observaron que si se corta la punta de la raíz, esta pierde la capacidad de responder a la gravedad. Durante mucho tiempo se pensó que esto se debía a la presencia de células especializadas del vástago y de la caliptra. Las células internas -o centrales- de la caliptra parecen ser análogas a los estatocistos que se encuentran en muchos animales. Al igual que los estatocistos, estas células contienen estatolitos, partículas que se mueven en respuesta a la gravedad. En las medusas, los estatolitos consisten en granos de sales de calcio. En la década de 1970, se observó que en las células centrales de la caliptra, los estatolitos se correspondían con los amiloplastos, plástidos que contienen almidón. Ciertos mutantes de la planta dicotiledónea Arabidopsis thaliana, incapaces de sintetizar normalmente almidón, son también incapaces de responde al estímulo gravitatorio. Esto sugiere con fuerza que la acumulación de almidón en estas estructuras es necesaria en este proceso. Cuando una raíz crece en forma vertical, los amiloplastos se reúnen cerca de las paredes inferiores de las células centrales. Sin embargo, si la raíz se coloca en posición horizontal, los amiloplastos se deslizan hacia abajo y se disponen cerca de las que previamente eran paredes orientadas en forma vertical. A los pocos minutos, la raíz comienza a curvarse hacia abajo y los amiloplastos retornan gradualmente a su posición original. Las raíces a las que se les han eliminado los amiloplastos son incapaces de responder a la gravedad, lo que sugiere que el movimiento de los amiloplastos es, en realidad, fundamental. En el vástago, la endodermis parece ser el sitio en donde se localizaría la percepción del estímulo.